# Guy de Roye (chevalier)
 (juillet 2024).
Guy de Roye, né avant 1430 et mort le † le 30 juillet 1463, est un chevalier et un militaire bourguignon, confident de Philippe le Bon, duc de Bourgogne. Il était seigneur de Roye, de Muret, du Plessis, de Talmas et de Guerbigny. Chevalier de l'Ordre de l'Étoile en 1449, vers la fin de sa vie, en 1461, il est admis dans l’Ordre de la Toison d’or.

## Famille
Guy de Roye est le fils aîné de Mathieu V de Roye et de Marguerite de Ghistelles ; sa sœur Isabelle est mariée au chevalier Philippe de Ternant (1400-1456). En 1448, il épousa Jeanne de Mailly, fille de Ferry de Mailly, seigneur de Talmas, et de Marie de Breban, union restée sans postérité.

## Carrière
Attesté pour la première fois au service de la Bourgogne en 1430, il est alors appelé écuyer, mais au siège de Compiègne, il apparaît déjà comme capitaine sous Jean de Luxembourg.
Trois ans plus tard, il est l’un des commandants bourguignons – toujours sous les ordres de Jean de Luxembourg – à Santerre et à Laonnois. En 1435, il est nommé capitaine de Soissons, mais perd la ville au profit de La Hire en 1436 – sa réaction violente à Soissonnois et Laonnois ravive les tensions entre les Bourguignons et les Français. 
Après cet événement, on le retrouva au service de Jean d’Étampes, capitaine-général du duc de Bourgogne en Picardie. En 1438, il est capitaine du château de Raoulet près de Montdidier, et en 1442 il prend part à une campagne contre Pierre Renauld, capitaine des Écorcheurs, qui occupe le château de Milly près de Beauvais. En 1443, il fait partie du contingent picard lors de la conquête du Luxembourg.
En 1449, il rejoint le comte de Saint-Pol lorsqu’il rassemble des chevaliers et des écuyers des Marches de Picardie pour combattre pour le roi de France en Normandie contre les Anglais. Après la prise de Pont-Audemer, il aurait été fait chevalier par le roi Charles VII lui-même. 
En 1452, il combattit en Flandre contre Gand au service du duc de Bourgogne, toujours sous le commandement d’Étampes. Il a été blessé lors des batailles pour le pont de Spire, mais a tout de même participé à la bataille de Nevele.
Après 25 ans au service de la Bourgogne, Guy de Roye semble être devenu un confident du duc Philippe. En 1456, il fait partie de l’entourage du duc à Bruxelles, est qualifié de conseiller et de chambellan du duc, il est admis dans l’ordre de la Toison d’or au chapitre de Saint-Omer en 1461, et apparaît enfin comme l’un des narrateurs des Cent nouvelles nouvelles de Philippe de Vigneulles (1462).